# بيل ديفيدسون (لاعب كرة قاعدة)
بيل ديفيدسون (بالإنجليزية: Bill Davidson)‏ هو لاعب كرة قاعدة أمريكي، ولد في 10 مايو 1884 في لافاييت في الولايات المتحدة، وتوفي في 23 مايو 1954 في لنكن في الولايات المتحدة.

## وصلات خارجية
- بيل ديفيدسون على موقعبيزبول رفرنس.كوم (الدوري الرئيسي) (الإنجليزية)
- بيل ديفيدسون على موقعبيزبول رفرنس.كوم (الدوري الثانوي) (الإنجليزية)